# Sparta Ion

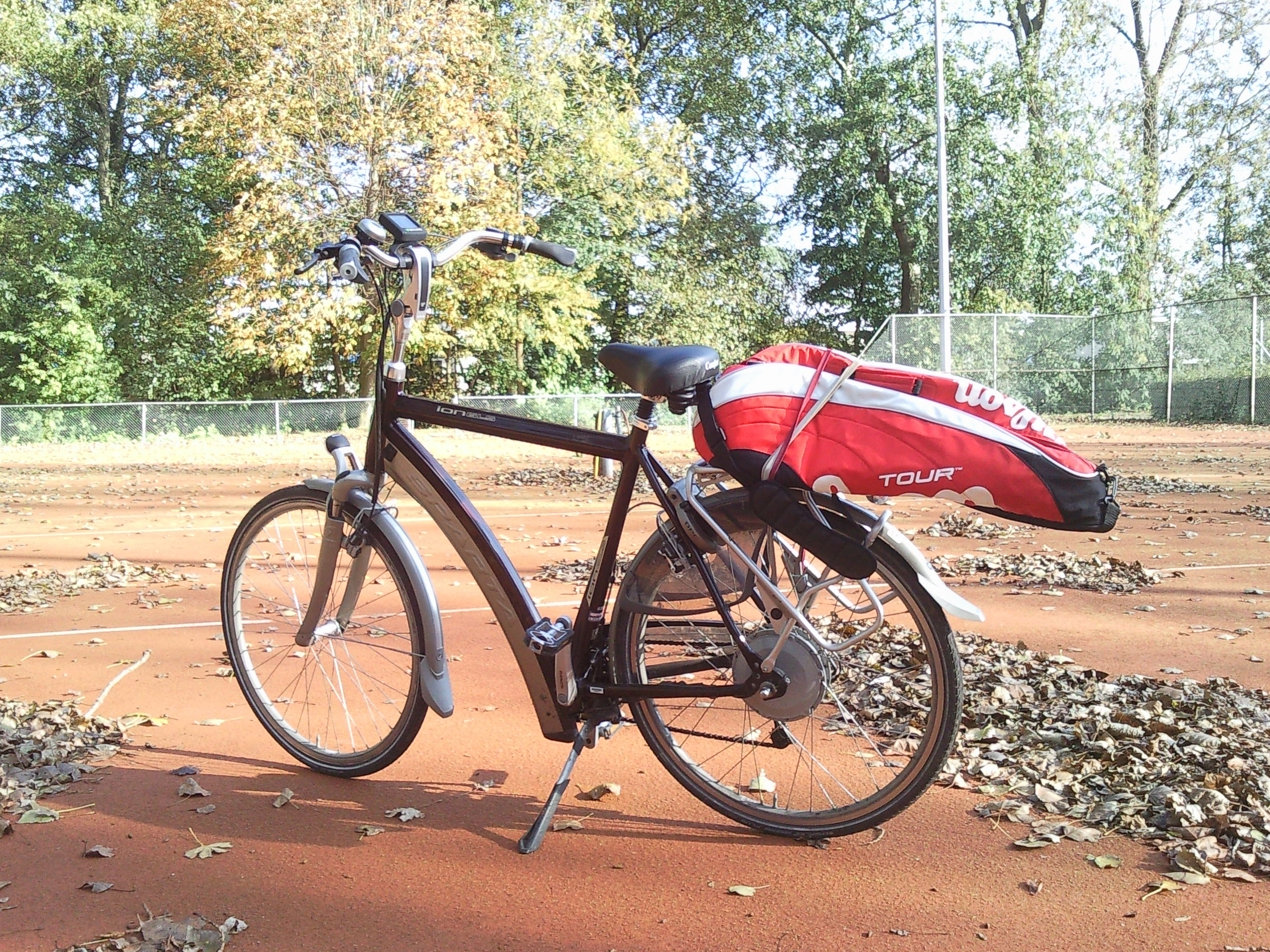
Sparta ion GLS

De Sparta Ion is een fiets met elektrische trapondersteuning van de Apeldoornse fietsfabrikant Sparta die in maart 2003 werd geïntroduceerd. De elektronica is samen met het Enschedese bedrijf 3T ontwikkeld.
Een belangrijke eigenschap van de Sparta Ion is het feit dat de bijbehorende accu niet buiten, maar ín het frame is verwerkt. Bij de eerste modellen is de ondersteunende elektrische hulpmotor verwerkt in het achterwiel. Uiterlijk lijkt de Sparta Ion sterk op een normale fiets. Ook het fietsgedrag en de zithouding is vergelijkbaar met een normale fiets. Ook wanneer de trapondersteuning uit is rijdt de Sparta Ion als een normale fiets.

De grote gelijkenis met een normale fiets zou een van de belangrijkste redenen dat de Sparta Ion een commercieel succes werd. In 2004 en 2014 werd de fiets bekroond met de titel Fiets van het Jaar.
Sinds 2012 zijn er ook modellen van Sparta met ION Technologie die de motor in het voorwiel hebben, evenals de accu in de bagagedrager. Het grootste voordeel van ION Technologie is dat het een geruisloos systeem is en comfortabele ondersteuning heeft.

## Accu
De trapondersteuning wordt gedaan door een elektrische hulpmotor in het voor- of achterwiel. Deze hulpmotor wordt gevoed door een accu. De accu heeft, al naargelang de uitvoering, een capaciteit 9 tot 14 ampère-uur. De accu, die zich onder de bagagedrager of in het frame bevindt, kan ca. 500 keer volledig worden opgeladen en moet volgens Sparta na gemiddeld 15.000 kilometer vervangen te worden.
De accu wordt opgeladen met een bijbehorende oplader. Het opladen duurt twee tot drie uur (bij een lege accu).

## Hulpmotor
De hulpmotor geeft trapondersteuning tot 25 km per uur en schakelt boven deze snelheid automatisch uit. De hulpmotor in het achterwiel wordt aangevuld met een 7, 9 of 24-speed derailleur. Fietsen met de motor in het voorwiel beschikken veelal over een onderhoudsarme naafversnelling.

## Bediening
Op het stuur van de elektrische fiets is een afneembare fietscomputer gemonteerd die meerdere functies heeft. Een bedieningsknop bij het handvat maakt het mogelijk de mate van trapondersteuning in te stellen.
Op een schermpje zijn o.a. snelheid, ritgegevens, "inhoud" van de accu, actieradius en mate van trapondersteuning af te lezen. Ook de fietsverlichting (die wordt gevoed vanuit de accu) kan bediend worden vanaf het stuur. Zonder accu wordt de verlichting gevoed door de motor die dan als dynamo werkt. Ook fungeert de fietscomputer als "startonderbreker"; wanneer hij niet op de fiets is bevestigd is werkt de trapondersteuning niet.
In 2010 heeft Sparta de trapregelaar uitgebreid met de mogelijk om de hartslag van de fietser te registreren. Op basis van de hartslag kan de mate van trapbekrachtiging worden ingesteld. Als de computer is ingesteld op bijvoorbeeld 110 hartslagen per minuut dan zorgt deze ervoor dat, indien de hartslag erboven komt, de trapondersteuning wordt ingeschakeld. Het aanpassen van de mate van trapbekrachtiging zou daardoor niet meer nodig zijn.

## Accell Group
De techniek van de Sparta Ion, tegenwoordig ION-technologie gedoopt, vond in 2005 zijn weg naar enkele zusterondernemingen binnen de Accell Group, waartoe Sparta ook behoort. Het Nederlandse Batavus verkoopt vergelijkbare modellen onder de naam Easy, het Nederlandse Koga Miyata verkoopt een vergelijkbaar model onder de naam Tesla en het Duitse Hercules verkoopt vergelijkbare modellen onder de naam Emove.